# Monique Pistolato
Monique Pistolato (28 ottobre 1965) è una scrittrice italiana.

## Biografia
Nasce alla periferia di Parigi da genitori italiani emigrati. Si forma come educatrice professionale - animatrice occupandosi di preadolescenti e dello studio psicologico e sociale dei gruppi.
Nel 1997 esordisce nella narrativa vincendo il Premio Emilio Salgari. Riceve diversi riconoscimenti (Premio Emilio Salgari 1997, Premio Lune di Primavera 2003, Premio Ore Contate Pavia 2004, Premio Storie del Novecento 2005) e comincia a pubblicare in quotidiani riviste e antologie.
Diverse sue storie hanno avuto una trasposizione teatrale La farmacia delle storie, curata dall'attrice e regista Giorgia Reberschak, vince per due anni di seguito la coppa Vittorio Pregel per gradimento del pubblico (stagione 2008/2009 e 2009/2010).
Per un'emittente televisiva locale ha curato e condotto una striscia settimanale dedicata alle buone letture. Collabora con alcune testate nazionali di viaggio.
Ha pubblicato:
```
Bum Bum
(2004);

Un'altra stanza in laguna
 (2005);

Un tempo necessario
(2007);

Venezia: guida alla città invisibile
(2010);

La carta non è impaziente
(2012).
```

Cari libri. La lettura condivisa come laboratorio di umanità, Paoline, 2014
Sotto il cielo di tutti, ibis, 2016
Venezia è anche un sogno. Dieci itinerari insoliti e curiosi per calli e canali, ibis, 2020
I piedi nella sabbia, ibis, 2022